# Liz Anderson
Elizabeth Jane Haaby (Roseau, Minnesota, 13 de enero de 1927-Nashville, Tennessee, 31 de octubre de 2011), conocida como Liz Anderson, fue una cantante y compositora de música country estadounidense.
Anderson recibió dos nominaciones en 1967 al Premio Grammy a la mejor interpretación vocal country femenina por «Mama Spank» y a la mejor interpretación country y western por «The Game of Triangles» con Bobby Bare and Norma Jean.
Anderson también escribió muchos de los primeros éxitos de su hija, Lynn Anderson, cuya carrera discográfica comenzó menos de un año después de la de su madre. También compuso varios éxitos para otros artistas notables, entre ellos Merle Haggard, que tuvo su primer top 10 y éxito número uno «(My Friends Are Gonna Be) Strangers» and «I'm a Lonesome Fugitive», respectivamente, ambas escritas por Anderson.

## Discografía

### Álbumes como solista
| Título                                              | Detalles                                                               | Máxima posición en listas |
| Título                                              | Detalles                                                               | US Country                |
| --------------------------------------------------- | ---------------------------------------------------------------------- | ------------------------- |
| (My Friends Are Gonna Be) Strangers                 | - Fecha de lanzamiento: 1966 - Sello discográfico: RCA Victor          | —                         |
| The Game of Triangles (con Bobby Bare y Norma Jean) | - Fecha de lanzamiento: enero de 1967 - Sello discográfico: RCA Victor | 18                        |
| Liz Anderson Sings                                  | - Fecha de lanzamiento: 1967 - Sello discográfico: RCA Victor          | 20                        |
| Cookin' Up Hits                                     | - Fecha de lanzamiento: 1967 - Sello discográfico: RCA Victor          | 18                        |
| Liz Anderson Sings Her Favorites                    | - Fecha de lanzamiento: 1968 - Sello discográfico: RCA Victor          | 16                        |
| Like a Merry-Go Round                               | - Fecha de lanzamiento: 1968 - Sello discográfico: RCA Victor          | 22                        |
| Country Style                                       | - Fecha de lanzamiento: 1969 - Sello discográfico: RCA Victor          | —                         |
| If the Creek Don't Rise                             | - Fecha de lanzamiento: 1969 - Sello discográfico: RCA Victor          | —                         |
| Husband Hunting                                     | - Fecha de lanzamiento: 1970 - Sello discográfico: RCA Victor          | 36                        |
| My Last Rose                                        | - Fecha de lanzamiento: 1983 - Sello discográfico: Tudor Records       | —                         |
| The Cowgirl Way                                     | - Fecha de lanzamiento: 1999 - Sello discográfico: Showboat Records    | —                         |
| "—" denota que el lanzamiento no apareció en listas |                                                                        |                           |

### Discos navideños
| Título                                                            | Detalles                                                            |
| ----------------------------------------------------------------- | ------------------------------------------------------------------- |
| Christmas Songs for Kids of All Ages                              | - Fecha de lanzamiento: 1989 - Sello discográfico: Showboat Records |
| The Fairy God Mother Sings Children's Songs for National Holidays | - Fecha de lanzamiento: 2004 - Sello discográfico: Showboat Records |

## Sencillos

### Década de 1960
| Año                                                 | Título                             | Máxima posición en listas | Máxima posición en listas | Álbum                                 |
| Año                                                 | Título                             | US Country                | CAN Country               | Álbum                                 |
| --------------------------------------------------- | ---------------------------------- | ------------------------- | ------------------------- | ------------------------------------- |
| 1966                                                | «Go Now, Pay Later»                | 23                        | —                         | All My Friends Are Gonna Be Strangers |
| 1966                                                | «So Much for Me, So Much for You»  | 45                        | —                         | Liz Anderson Sings                    |
| 1966                                                | «Wife of the Party»                | 22                        | —                         | Game of Triangles                     |
| 1967                                                | «Mama Spank»                       | 5                         | —                         | Liz Anderson Sings                    |
| 1967                                                | «Tiny Tears»                       | 24                        | —                         | Cookin' Up Hits                       |
| 1967                                                | «Thanks a Lot for Tryin' Anyway»   | 40                        | —                         | Liz Anderson Sings Her Favorites      |
| 1968                                                | «Mother May I» (con Lynn Anderson) | 21                        | 16                        | Sin álbum                             |
| 1968                                                | «Like a Merry-Go Round»            | 43                        | —                         | Like a Merry-Go Round                 |
| 1968                                                | «Me Me Me Me Me»                   | 65                        | —                         | Like a Merry-Go Round                 |
| 1968                                                | «Cry, Cry Again»                   | 58                        | —                         | Like a Merry-Go Round                 |
| 1968                                                | «Love Is Ending»                   | 51                        | —                         | Like a Merry-Go Round                 |
| 1969                                                | «If the Creek Don't Rise»          | —                         | —                         | If the Creek Don't Rise               |
| 1969                                                | «Excedrin Headache #99"            | —                         | —                         | If the Creek Don't Rise               |
| "—" denota que el lanzamiento no apareció en listas |                                    |                           |                           |                                       |

### Década de 1970
| Año                                                 | Título                                  | Máxima posición en listas | Álbum           |
| Año                                                 | Título                                  | US Country                | Álbum           |
| --------------------------------------------------- | --------------------------------------- | ------------------------- | --------------- |
| 1970                                                | «Husband Hunting»                       | 26                        | Husband Hunting |
| 1970                                                | «All Day Sucker»                        | 64                        | Sin álbum       |
| 1970                                                | «When I'm Not Looking»                  | 75                        | Sin álbum       |
| 1971                                                | «It Don't Do No Good to Be a Good Girl» | 69                        | Sin álbum       |
| 1972                                                | «I'll Never Fall in Love Again»         | 56                        | Sin álbum       |
| 1972                                                | «Astrology»                             | 67                        | Sin álbum       |
| 1973                                                | «Time to Love Again»                    | 72                        | Sin álbum       |
| 1973                                                | «Christopher the Christmas Seal»        | —                         | Sin álbum       |
| 1978                                                | «After You»                             | —                         | Sin álbum       |
| "—" denota que el lanzamiento no apareció en listas |                                         |                           |                 |

### Sencillos en colaboraciones de álbumes
| Año  | Título                  | Artista                | Máxima posición en listas | Álbum                 |
| Año  | Título                  | Artista                | US Country                | Álbum                 |
| ---- | ----------------------- | ---------------------- | ------------------------- | --------------------- |
| 1966 | «The Game of Triangles» | Bobby Bare, Norma Jean | 5                         | The Game of Triangles |